# سامي كلينكان
سامي كلينكان (بالإنجليزية: Sammy Clingan)‏ (13 يناير 1984 ببلفاست في المملكة المتحدة - ) هو لاعب كرة قدم بريطاني في مركز الوسط. شارك مع منتخب أيرلندا الشمالية تحت 19 سنة لكرة القدم ومنتخب أيرلندا الشمالية تحت 21 سنة لكرة القدم ومنتخب أيرلندا الشمالية لكرة القدم. أما مع النوادي، فقد لعب مع كوفنتري سيتي ونادي دونكاستر روفرز ونادي كيلمارنوك ونوتينغهام فورست ونورويتش سيتي ووولفرهامبتون واندررز ونادي تشيسترفيلد.

## وصلات خارجية
- سامي كلينكان على موقع قاعدة بيانات كرة القدم.إي يو (الإنجليزية)
- سامي كلينكان على موقع ناشيونال فوتبول تيمز (الإنجليزية)
- سامي كلينكان على موقع Soccerbase.com (لاعب) (الإنجليزية)
- سامي كلينكان على موقع عالم كرة القدم.نت (الإنجليزية)